# Chris Wooding
Chris Wooding (* 28. Februar 1977 in Leicester, England) ist ein englischer Autor.

## Leben
Wooding studierte auf der University of Sheffield Literatur. Sein erstes Buch Crashing schrieb Wooding im Alter von neunzehn, es wurde 1998 publiziert, damals war er einundzwanzig. Seine Arbeiten sind meist dem Fantasy oder Science-Fiction Genre zuzuordnen, sie beschränken sich nicht auf Literatur, auch Graphic Novels gehören zu seinem Werk. Weiters beteiligt er sich in einigen Ska-Punk-Bands als Musiker.

## Nominierungen und Preise
- 2001: Nestlé Smarties Book Prize Silver Award für The Haunting of Alaizabel Cray
- 2004: Lancashire Children’s Book of the Year für Poison
- 2004: Carnegie Medal (Nominierung) für Poison
- 2007: Carnegie Medal (Nominierung) für Storm Thief
- 2010: Arthur C. Clarke Award (Nominierung) für Retribution Falls

## Werke

### Der verschlungene Pfad / Braided Path
- The Weavers of Saramyr, Gollancz 2003, ISBN 0-575-07441-8
  - Die Weber von Saramyr, Bastei Lübbe 2004, Übersetzer Michael Krug, ISBN 3-404-20501-4
- Skein of Lament, Gollancz 2004, ISBN 0-575-07443-4
  - Das Gambit der Kaiserin, Bastei Lübbe 2005, Übersetzer Michael Krug, ISBN 3-404-20516-2
- The Ascendancy Veil, Gollancz 2005, ISBN 0-575-07446-9
  - Der Schleier der Erleuchtung, Bastei Lübbe 2006, Übersetzer Michael Krug, ISBN 3-404-20543-X

### Tales of the Ketty Jay
- Retribution Falls, Gollancz 2009, ISBN 978-0-575-08514-5
  - Piratenmond, Heyne 2011, Übersetzer Peter Robert, ISBN 978-3-453-52746-1
- The Black Lung Captain, Gollancz 2010, ISBN 978-0-575-08665-4
  - Schwarze Jagd, Heyne 2012, Übersetzer Peter Robert, ISBN 978-3-453-52820-8
- The Iron Jackal, Gollancz 2011, ISBN 978-0-575-09807-7
- The Ace of Skulls, Gollancz 2013, ISBN 978-0-575-09811-4

### Die Saga von Dunkelwasser / The Darkwater Legacy
- The Ember Blade, Gollancz 20. September 2018, ISBN 978-1-4732-1484-2
  - Das Schwert der Könige, Heyne 8. April 2019, Übersetzer Michael Siefener, ISBN 978-3-453-32001-7
- The Shadow Casket, Gollancz 16. February 2023, ISBN 978-1-4732-1489-7

### Out of This World
- Out of This World – Volume 1, Scholastic Press 2020, ISBN 978-1-338-28934-3

### Weitere Romane
- Catchman, Scholastic UK 1998, ISBN 0-590-11321-6
  - Die Party, Arena 1999, Übersetzer Salah Naoura, ISBN 3-401-04916-X
- Crashing, Scholastic UK 1998, ISBN 0-590-54347-4
- Kerosene, Scholastic UK 1999, ISBN 0-590-11358-5
- Endgame, Scholastic UK 2000, ISBN 0-439-99533-7
- The Haunting of Alaizabel Cray, Scholastic UK 2001, ISBN 0-439-99896-4
  - Alaizabel Cray, Arena 2002, Übersetzer Wolfgang Ferdinand Müller, ISBN 3-401-05026-5
- Poison, Scholastic UK 2003, ISBN 0-439-98162-X
  - Poison, Sauerländer 2008, Übersetzerin Ilse Rothfuss, ISBN 978-3-7941-8070-7
- Storm Thief, Scholastic UK 2006, ISBN 0-439-95948-9
- The Fade, Gollancz / Orion 2007, ISBN 978-0-575-07699-0
  - Welt aus Stein, Bastei Lübbe 2009, Übersetzer Dietmar Schmidt, ISBN 978-3-404-20599-8
- Pale, Barrington Stoke 2012, ISBN 978-1-84299-946-2
- Silver, Scholastic 2013, ISBN 978-1-4071-2428-5
- Velocity, Scholastic 2015, ISBN 978-1-4071-4561-7
- Jack from Earth, Scholastic UK 2019, ISBN 978-1-4071-8065-6

### Graphic Novels

#### Broken Sky

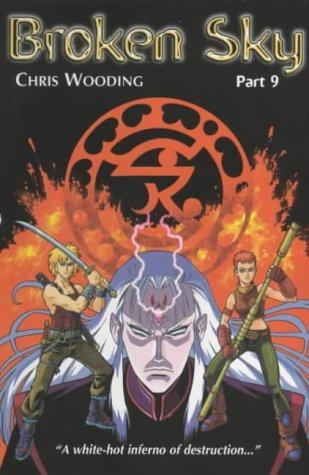

Alle übersetzt von Manfred Schmeing.
- Broken Sky: Part 1, Scholastic UK 2000, ISBN 0-439-01487-5
  - Das Geheimnis, Arena 2000, ISBN 3-401-05067-2
- Broken Sky: Part 2, Scholastic UK 2000, ISBN 0-439-01488-3
  - Der Angriff, Arena 2000, ISBN 3-401-05068-0
- Broken Sky: Part 3, Scholastic UK 2000, ISBN 0-439-01489-1
  - Die Flucht, Arena 2000, ISBN 3-401-05069-9
- Broken Sky: Part 4, Scholastic UK 2000, ISBN 0-439-01490-5
  - Die Gegenwelt, Arena 2000, ISBN 3-401-05070-2
- Broken Sky: Part 5, Scholastic UK 2000, ISBN 0-439-01491-3
  - Die Rebellen, Arena 2000, ISBN 3-401-05071-0
- Broken Sky: Part 6, Scholastic Paperbacks 2001, ISBN 0-439-12868-4
  - Die Finsternis, Arena 2000, ISBN 3-401-05072-9
- Broken Sky: Part 7, Sagebrush Education Resources 2001, ISBN 0-613-43737-3
  - Die Prüfung, Arena 2000, ISBN 3-401-05079-6
- Broken Sky: Part 8, Scholastic UK 2000, ISBN 0-439-01494-8
  - Der Hinterhalt, Arena 2000, ISBN 3-401-05080-X
- Broken Sky: Part 9, Scholastic UK 2001, ISBN 0-439-01495-6
  - Die Maske, Arena 2000, ISBN 3-401-05081-8

#### Malice
- Malice, Scholastic UK 2009, ISBN 978-1-4071-0394-5
  - Malice – Du entkommst ihm nicht!, Ravensburger Buchverlag 2010, Übersetzerin Katarina Ganslandt, ISBN 978-3-473-35329-3
- Havoc, Scholastic UK 2010, ISBN 978-1-4071-0511-6
  - Havoc – Es gibt kein zurück!, Ravensburger Buchverlag 2010, Übersetzerin Katarina Ganslandt, ISBN 978-3-473-35338-5